# 필립스 비디오팩+ G7400

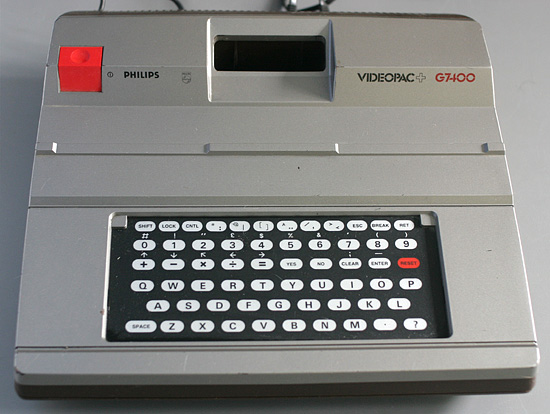
비디오팩+ G7400

필립스 비디오팩+ G7400(Philips Videopac+ G7400) 또는 비디오팩 G7400은 필립스가 출시한 3세대 비디오 게임 콘솔이다. 1983년에 출시되었으며, 오디세이 시리즈 중 마지막이다.

## 역사
1978년에 필립스가 오디세이 200과 다른 오디세이 제품을 만들고 나서, G7400부터는 필립스가 오디세이 시리즈를 개발하게 된다. 그 후 필립스는 1983년에 이 콘솔을 출시하고, 미국에서 오디세이3로 출시하려고 했으나, 아타리 쇼크로 인해 유럽에서만 출시되었다.

## 사양
- CPU:인텔 8048, 5.91MHz
- RAM:6KB+192바이트
- 디스플레이:320x238x16
- 오디오:1채널 8사운드
- 입력/출력:RF 변조기, SCART 커넥터, 조이스틱 포트, ROM 카트리지 포트